# Arnaville
Arnaville je francouzská obec v departementu Meurthe-et-Moselle v regionu Grand Est. V roce 2014 zde žilo 588 obyvatel.

## Poloha obce
Obec leží u hranic departementu Meurthe-et-Moselle s departementem Moselle.
Sousední obce jsou: Arry (Moselle), Bayonville-sur-Mad, Gorze (Moselle), Novéant-sur-Moselle (Moselle) a Pagny-sur-Moselle.

## Vývoj počtu obyvatel
Počet obyvatel